# Jesse L. Martin
Pour les articles homonymes, voir Martin.
Jesse L. Martin (né Jesse Lamont Watkins) est un acteur américain né le 18 janvier 1969. 
Il est surtout connu pour son rôle de Tom Collins dans la comédie musicale Rent, rôle qu'il interprète également dans l'adaptation cinématographique de cette dernière, ainsi que pour celui d'Eddie Green dans la série New York, police judiciaire, qu'il a tenu de 1999 à 2008 puis celui de Joe West dans la série Flash.

## Jeunesse
Martin, le troisième de cinq fils, est né à Rocky Mount (Virginie). Son père, Jesse Reed Watkins (1943-2003), était chauffeur de camion, et sa mère, Virginia Price, une conseillère de collège, ils ont divorcé lorsqu'il était enfant. Sa mère se remaria et Martin adopta le nom de famille de son beau-père. 
Quand Martin était à l'école, sa famille déménagea à Buffalo mais Martin détestait parler à cause de son accent du sud et avait du mal à surmonter sa timidité. Un professeur l'influença pour rejoindre le programme de théâtre après l'école et le prit comme pasteur dans The Golden Goose. Venant de Virginie, le jeune Martin joua le personnage de la seule façon qu'il connaissait : comme un prêcheur Baptiste du Sud inspiré. La pièce fut un succès, et Martin émergea de sa coquille. Martin étudia à The Buffalo Academy for Visual and Performing Arts, où il fut élu "Plus talentueux" dans sa classe. Il rejoignit plus tard l'Université de New York au programme de théâtre de la Tisch School of the Arts.

## Théâtre
- Date inconnue : Ring of Men, Off-Broadway
- Date inconnue : Le Prince et le Pauvre, Manhattan Theatre Club
- Date inconnue : Arabian Nights, Manhattan Theatre Club
- 1993 : The Butcher's Daughter, Cleveland Playhouse
- 1993 : Timon d'Athènes, Broadway
- 1994 : Le Revizor, Broadway
- 1996 : Rent, Broadway
- 1998 : Rent, West End theatre
- 2003 : Bright Lights, Big City (musicale)
- 2003 : L'Opéra de quat'sous, Williamstown, MA
- 2010 : Le Marchand de Venise, Delacorte Theater
- 2010 : Le Conte d'hiver, Delacorte Theater
- 2010 : Le Marchand de Venise, Broadway
- 2012 : Roméo et Juliette, Delacorte Theater

## Filmographie

### Cinéma
- 1998 : Restaurant : Quincy
- 2002 : Burning House of Love : Andre Anderson
- 2003 : Season of Youth : Roc Williams
- 2005 : Rent : Tom Collins
- 2007 : Absolution in love :Judd
- 2009 : Peter and Vandy : Paul
- 2009 : Buffalo Bushido : Shawn
- 2011 : Puncture : Daryl King
- 2012 : Joyful Noise : Marcus Hill

### Télévision
- 1995 - 1998 : New York Undercover : Mustafa (1995 : épisode All in the Family) et Kaylen (1998 : épisode Going Native)
- 1997 : 413 Hope St. (en) : Antonio Collins
- 1998 - 1999 : Ally McBeal : Dr Greg Butters
- 1999 : Deep in My Heart : Don Williams
- 1999 : X-Files : Aux frontières du réel (The X-Files, épisode Le Grand Jour) : Josh Exley
- 1999 - 2008 : New York, police judiciaire : inspecteur Ed Green
- 1999 - 2000 : New York, unité spéciale : inspecteur Ed Green (épisodes Meurtre sur papier glacé et Libération sur parole (1/2))
- 2004 : A Christmas Carol : fantôme du Noël présent et vendeur de billets
- 2008 : A Muppets Christmas: Letters to Santa : postier
- 2009 : The Philanthropist : Philip Maidstone
- 2013 : Smash (série télévisée) : Scott Nichols
- 2014 - 2023 : The Flash (série télévisée) : lieutenant Joe West
- 2017 : Supergirl (série télévisée) : lieutenant Joe West (saison 3, épisode 8)
- 2019 : Rent (téléfilm live) : lui-même
- 2023 - 2025 : Irrationnel (série télévisée) : Alec Baker

## Distinctions

### Nominations
- 2000 : NAACP Image Awards du meilleur acteur dans une série télévisée dramatique pour Ally McBeal (1998-1999).
- 2000 : NAACP Image Awards du meilleur acteur dans une série télévisée dramatique pour New York, police judiciaire (1999-2008).
- 2001 : NAACP Image Awards du meilleur acteur dans une série télévisée dramatique pour New York, police judiciaire (1999-2008).
- 2004 : NAACP Image Awards du meilleur acteur dans une série télévisée dramatique pour New York, police judiciaire (1999-2008).
- 2005 : NAACP Image Awards du meilleur acteur dans une série télévisée dramatique pour New York, police judiciaire (1999-2008).
- 2006 : NAACP Image Awards du meilleur acteur dans une série télévisée dramatique pour New York, police judiciaire (1999-2008).
- 2007 : NAACP Image Awards du meilleur acteur dans une série télévisée dramatique pour New York, police judiciaire (1999-2008).
- 2008 : NAACP Image Awards du meilleur acteur dans une série télévisée dramatique pour New York, police judiciaire (1999-2008).